# Miguel Rodrigues
Miguel Rodrigues  (* 7. Dezember 1996) ist ein Schweizer Fussballspieler, der auf der Position des Abwehrspielers spielt.

## Karriere

### Vereine
Miguel Rodrigues spielt seit seiner Jugend bei Servette FC Genève und erhielt im Jahr 2014 seinen ersten Profivertrag. Sein Debüt feierte er am 26. Februar 2014.

### Nationalmannschaft
Rodrigues spielte für die Schweizer Juniorennationalmannschaft.